# Kraken (superkomputer)
Kraken – superkomputer, klaster o planowanej mocy obliczeniowej ok. 13,6 PFlops (biliardów operacji na sekundę), będący częścią Centrum Informatycznego TASK Politechniki Gdańskiej, który został uruchomiony w Centrum Kompetencji STOS. W chwili uruchomienia (2023) był jednym z najszybszych komputerów w Polsce oraz w Europie.
Klaster jest kolejnym w Gdańsku superkomputerem po działającym od 2015 Trytonie oraz  uruchomionym w 2008 klastrze Galera. Jest sercem realizowanego na Politechnice Gdańskiej projektu Centrum Kompetencji STOS. 
Podobne superkomputery znajdują się w ośrodkach komputerów dużej mocy w Krakowie (Cyfronet), Wrocławiu (WCSS), Warszawie (ICM) i Poznaniu (PCSS).